# Henri Albert Gomperts

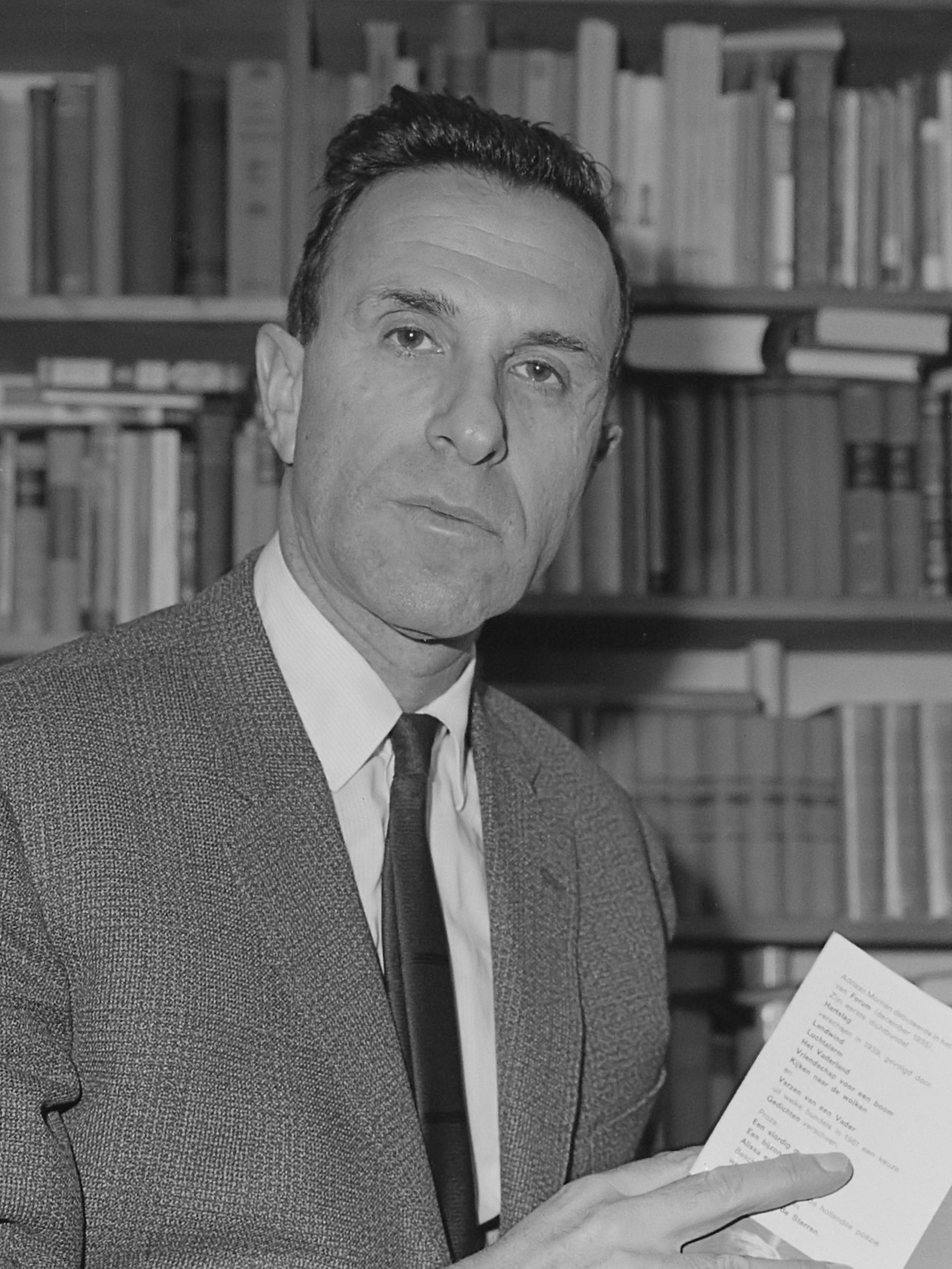
H.A. Gomperts in 1963

Henri Albert (Hans) Gomperts (Amsterdam, 26 december 1915 - Draguignan, 18 september 1998), publicerend als H.A. Gomperts, was een Nederlandse letterkundige, essayist, dichter en literair criticus.

## Levensloop
Gomperts' vader was de advocaat Albert Barend Gomperts (1883-1963), die lid werd van de Joodsche Raad tijdens de Tweede Wereldoorlog. Hans Gomperts bezocht in zijn geboortestad het Vossius Gymnasium, waar hij D.A.M. Binnendijk als leraar Nederlands had. Vervolgens studeerde hij rechtsgeleerdheid aan de Universiteit van Amsterdam, een studie die hij in 1940 door de Duitse bezetting moest afbreken. Tijdens zijn studietijd was hij redacteur van Propria Cures en publiceerde hij de dichtbundel Dingtaal (1939).

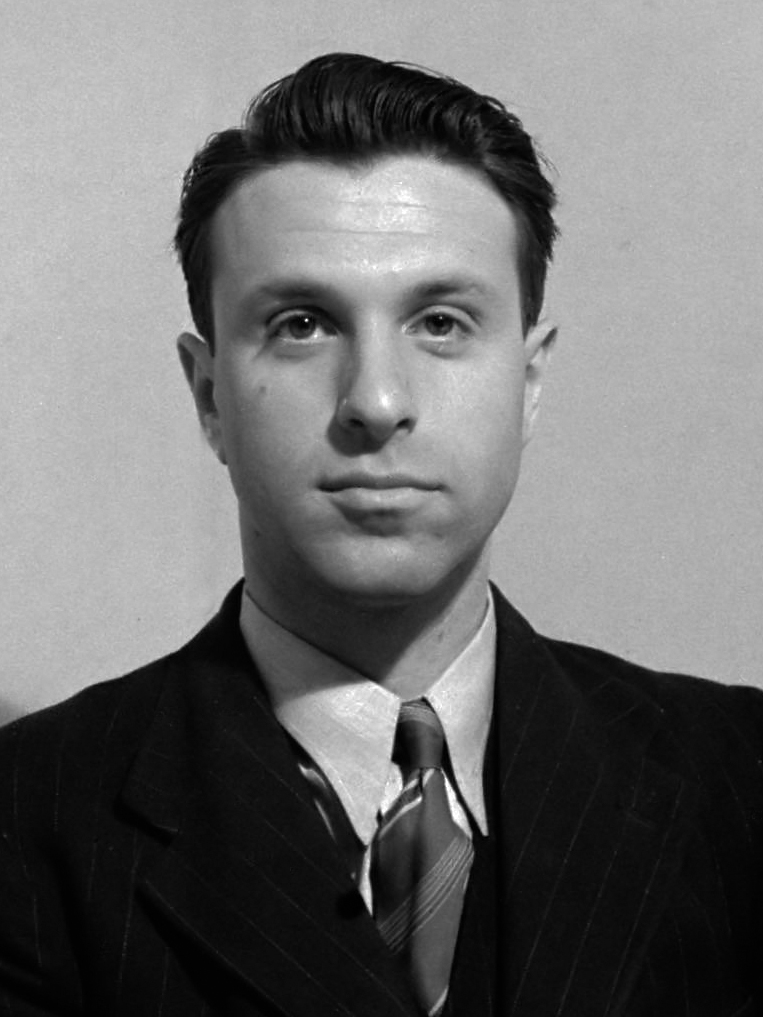
Gomperts in 1942

In 1940 week hij uit naar Londen. Na een korte periode als militair trad hij in dienst van de Nederlandse regering in ballingschap. Als ambtenaar was hij werkzaam in onder meer Washington en New York.
Na de bevrijding ging hij werken voor het dagblad Het Parool. Hij was achtereenvolgens correspondent in Parijs, literair redacteur en toneelcriticus (als opvolger van Simon Carmiggelt). Hij speelde een vooraanstaande rol in de literaire tijdschriften Libertinage, De Vrije Bladen, Criterium, Hollands Weekblad en Tirade. Ook verscheen hij regelmatig op de televisie als gespreksleider in de AVRO-programma's De kring en Literaire ontmoetingen. In 1963 werd hem daarvoor de Zilveren Nipkowschijf toegekend.
Op 23 oktober 1969 organiseerde Gomperts onder auspiciën van de Maatschappij der Nederlandse Letterkunde, waarvan hij toen voorzitter was, een spraakmakend VPRO-televisieprogramma rond P.C. Hooft-prijswinnaar Gerard Kornelis van het Reve in de Amsterdamse Vondelkerk. Zelf trad hij hier op als interviewer.
Hoewel Gomperts geen andere academische titel had dan het kandidaats in de rechten, zorgden zijn reputatie en statuur ervoor dat hij in 1965 benoemd werd tot hoogleraar Moderne Nederlandse letterkunde aan de Universiteit Leiden. Deze leerstoel werd sinds Albert Verwey traditioneel toegekend aan mensen uit de literaire praktijk en werd nu gesplitst, waarbij de oudere letterkunde aan C.A. Zaalberg toeviel. Gomperts bekleedde deze functie tot 1981, toen hij werd opgevolgd door Ton Anbeek. Tijdens zijn hoogleraarschap verdedigde hij in Grandeur en misère van de literatuurwetenschap (1979) zijn vak tegen de aanval die Karel van het Reve erop gedaan had in zijn Huizinga-lezing Literatuurwetenschap: het raadsel der onleesbaarheid (1978). Tegenover diens mening dat literatuur niet aan de lezer behoefde te worden "uitgelegd" en dus geen object van wetenschap behoorde te zijn, stelde Gomperts: "Mij lijkt het zoeken naar verklarende beschrijvingen van verschijnselen in de literatuur, wat al sinds de Oudheid aan de gang is, een niet minder rechtmatige bezigheid dan het beoefenen van de theoretische natuurkunde".
Na zijn emeritaat trok hij zich terug in Grimaud (Frankrijk) om te werken aan de studie Een kern van waarheid, over het antisemitisme in de intelligentsia. De voltooiing ervan werd verijdeld door zijn overlijden op 82-jarige leeftijd, in Draguignan (1998).

## Publicaties

### Poëzie
- Dingtaal. Den Haag, 1939 (Tweede vermeerderde druk. Amsterdam, 1948).
- Van verlies en dood. Amsterdam, 1946.

### Essays en kritieken
- Catastrofe der scholastiek. Den Haag, 1940 (De Vrije Bladen, jg. 17, nr. 2).
- Jagen om te leven. Amsterdam, 1949.
- De schok der herkenning. Amsterdam, 1959.[1]
- De geheime tuin. Amsterdam, 1963.
- De eend op zolder. Amsterdam, 1970.
- Wachten op niets. Amsterdam, 1970.
- Grandeur en misère van de literatuurwetenschap. Amsterdam, 1979.
- Intenties 1. Amsterdam, 1981.
- Intenties 2. Amsterdam, 1981.
- Een kern van waarheid. Amsterdam, 2000 (postuum, bezorgd door Eep Francken en Herman Verhaar).
- Intenties 1 / 2 / 3. Amsterdam, 2003 (idem).

### Huldebundel
- Diverse auteurs: Voor H.A. Gomperts Bij Zijn 65ste Verjaardag. Amsterdam, 1980.

### Over Gomperts
- Hendrik Marsman: H.A. Gomperts. In: Critisch proza, 1938.
- Victor E. van Vriesland: Gomperts geheelonthouder? In: Onderzoek en vertoog 2, 1958.
- Max Nord: Ter herinnering aan H.A. Gomperts. In: Jaarboek Letterkundig Museum 9  (2000)
- Eep Francken en Herman Verhaar: H.A. Gomperts. In: Literaire ontmoetingen. De legendarische tv-documentaires van H.A. Gomperts en Hans Keller. Lubberhuizen, Amsterdam, 2009, p. 19-26.